# Guiv'at Ze'ev
Guiv'at Ze'ev (en hebreo: גבעת זאב; literalmente: "la colina del lobo") es un asentamiento israelí ubicado en Cisjordania (Palestina). Fue fundado en 1982 y, según el sistema administrativo palestino, se encuentra en la gobernación de Jerusalén, mientras que según el sistema israelí en los territorios ocupados, desde 1984 es concejo local del Área de Judea y Samaria, ubicado en la zona de Benjamín (בינימין, Binyamín), subzona de Judea. Se sitúa a unos 7 kilómetros al noroeste de Jerusalén, y a unos 3 kilómetros al sudoeste de la ciudad palestina de Ramala. Su emplazamiento se corresponde con el de Guiv'ón bíblico (Josué). Su jurisdicción abarca cerca de un kilómetro cuadrado de superficie.
La comunidad internacional considera que los asentamientos israelíes en la Cisjordania ocupada son ilegales según el derecho internacional, en tanto que suponen una violación de la Cuarta Convención de Ginebra, pero el gobierno israelí no está de acuerdo con esta afirmación.

## Topónimo
Originariamente destinada a llamarse Kiryat Guiv'ón (קרית גבעון, "la villa de Guiv'ón"), con base en sus raíces bíblicas históricas, su nombre actual y definitivo le fue otorgado por expreso pedido de Menajem Beguin, a la sazón primer ministro de Israel, en homenaje a Ze'ev Jabotinsky, uno de los precursores de la corriente del Sionismo Revisionista, y padre espiritual del partido nacionalista Likud, al cumplirse en 1980 cien años de su natalicio. Su autonomía del departamento de Maté Binyamín que le circunda, le fue otorgada en el año 1984.

## Historia
Según el Instituto de Investigación Aplicada de Jerusalén ARIJ (Applied Research Institute–Jerusalem), Israel ha confiscado tierras de cuatro pueblos palestinos cercanos para construir Giv'at Ze'ev en 1982, a las que hay que añadir tierras confiscadas posteriormente por razones de seguridad o aprovechamiento, y para la construcción de carreteras de acceso para colonos y de la barrera de separación:
- 2246 dunams de Al Jib,[3]
- 30 dunams de Beit Duqqu,[4]
- 9 dunams de Beit Ijza,[5]
- 1036 dunams de Beitunia, para Giv'at Ze'ev y Beit Horon (1977).[6]

En 1996 Israel aprobó un programa de expansión con nuevas viviendas para 20.000 nuevos colonos, que se construirían en terrenos confiscados a las aldeas palestinas de Beitunia, Biddu y Al Jib, en lo que los palestinos denominan Uadi Salmán, pero que los israelíes han rebautizado como valle de Ha'ayalot. En dos ocasiones consecutivas se confiscaron más terrenos a Beitunia y Al Jib, por un total de 250 acres, para construir 11.550 viviendas adicionales.

## Demografía
Según la Oficina Central de Estadísticas de Israel, su población a fines de 2018 alcanzaba los 	18 595 habitantes.

## Estatus jurídico
Conforma parte del "Gran Jerusalén", que Israel aspira, por razones históricas y geográficas, a conservar bajo su soberanía aun después de alcanzado un tratado de paz con los palestinos. Numerosos tratados internacionales y resoluciones de Naciones Unidas prohíben la construcción de asentamientos israelíes. El 19 de julio de 2024, la Corte Penal Internacional dictaminó que los asentamientos israelíes «violan el derecho internacional», pues «equivalen a una anexión permanente que impide la autodeterminación de los palestinos», por lo que dictaminó que Israel debe «detener los asentamientos y evacuar a los colonos».